# Dan Perjovschi

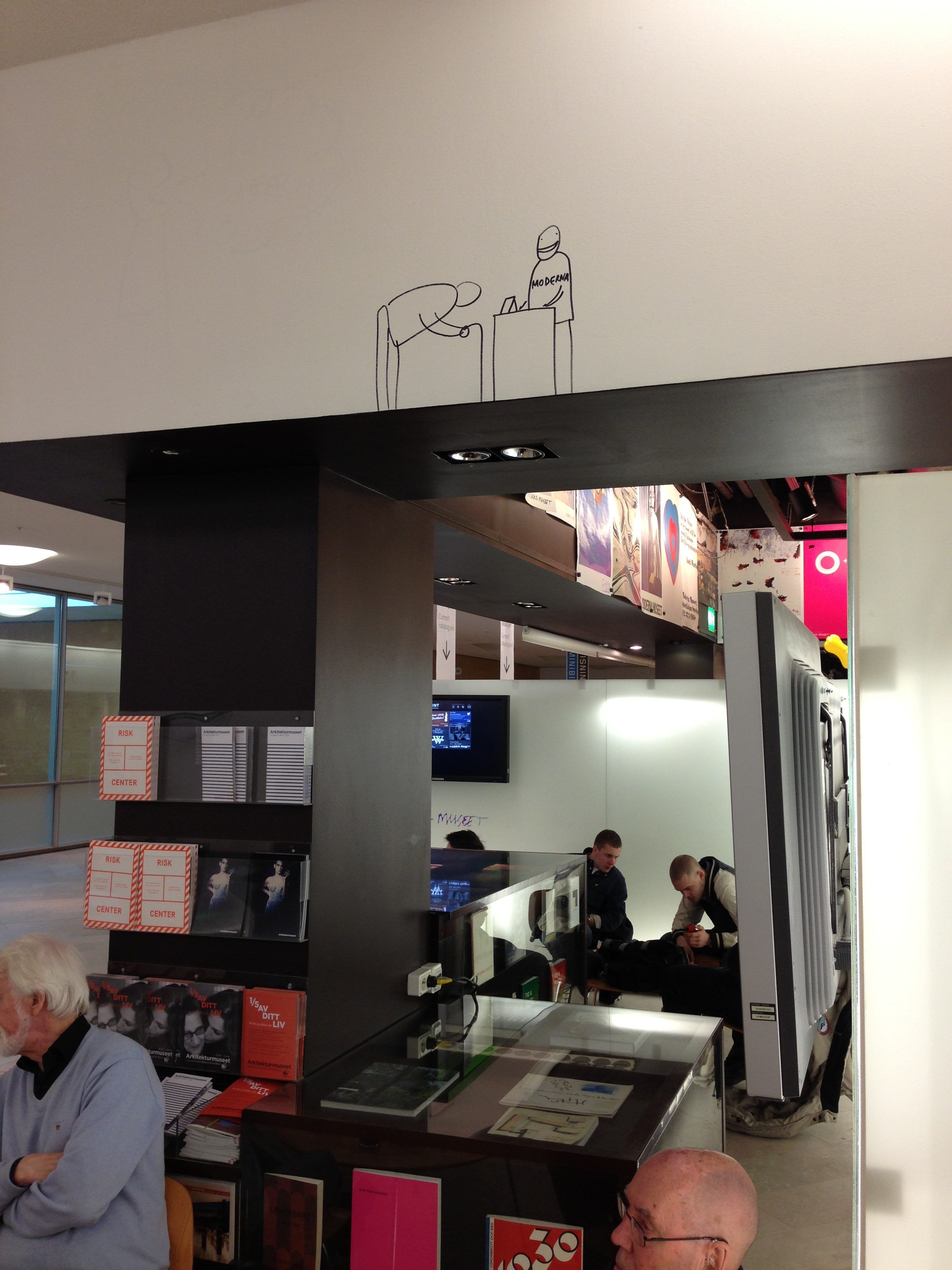
En teckning av Dan Perjovschi på Moderna Museet, 2013

Dan Perjovschi, född 1961 i Sibiu, är en rumänsk konstnär.
Dan Perjovschi är tecknare, installationskonstnär, konstkurator och grafisk designer. Han är också art director för det politiska 22 magazine i Bukarest. Perjovschi reser världen runt på biennaler och andra stora konstevenemang och ställer ut sina teckningar som inte sällan fyller hela rum. Ibland tecknar ha direkt på väggar, tak och golv. Teckningar, som på ytan ter sig naiva men som ofta har en kritisk och politisk udd. Andra teckningar är mer poetiska eller existentiella. Han fungerar i det närmaste som en tecknande journalist som på olika platser på jorden kommenterar globala, lokala och privata frågor. Perjovschi finns representerad vid Moderna museet.